# Nicolai Boilesen
Nicolai Møller Boilesen (Ballerup, 16 de febrero de 1992) es un exfutbolista danés que jugaba como defensa.

## Carrera

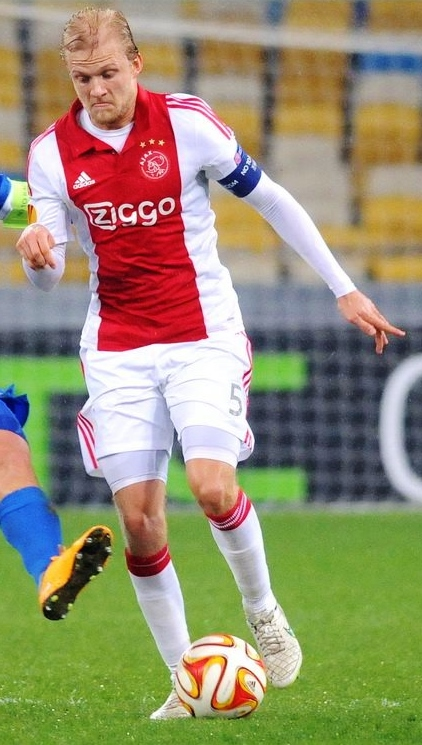
Nicolai Boilesen

Comenzó a jugar en modestos equipos de la localidad que le vio nacer. Primero fue el Ballerup, y más tarde el Skovlunde, hasta que en 2004 le llegó la oportunidad de enrolarse en las inferiores de uno de los grandes de su país, el Brondby IF. Ahí permaneció durante cinco temporadas, hasta que a finales de 2009 fue traspasado al Ajax, donde pasó a formar parte de los equipos inferiores.
Boilesen se unió al primer equipo del A. F. C. Ajax antes de la temporada 2010-11, donde le dieron el dorsal número 32. Hizo su debut profesional el 3 de abril de 2011, jugando el segundo tiempo de la victoria por 3-0 del Ajax contra el Heracles Almelo, sustituyendo a Daley Blind. En la temporada 2011-12, en un partido contra el PSV, Boilesen sufrió una lesión en el muslo de la que no se recuperó hasta febrero de 2012.
El 27 de julio de 2013 regresó al primer equipo en el partido por la Supercopa de los Países Bajos 2013 contra el AZ, entrando por Daley Blind. El 18 de septiembre de 2013, Frank De Boer alineó a Boilesen en la banda izquierda en el partido de la Liga de Campeones de la UEFA ante el F. C. Barcelona en el Camp Nou. Boilesen jugó todo el partido que terminó en una derrota por 4-0. El 10 de noviembre de 2013 marcó su primer gol oficial con el Ajax en la victoria por 2-0 sobre el NEC.
Luego de que la temporada 2015-16 no tuviera minutos en el Ajax, quedó libre y el 25 de agosto de 2016 se hizo oficial su contratación por el F. C. Copenhague por cuatro años.

## Selección nacional
Ha formado parte de las selecciones sub-16, sub-17, sub-19 y sub-20 danesas.
El 10 de agosto de 2011 debutó con la selección absoluta de Dinamarca en un amisto frente a Escocia. Luego en septiembre jugaría su primer partido oficial ante Noruega de la clasificación para la Eurocopa 2012.

## Clubes
| Club             | País         | Año       |
| ---------------- | ------------ | --------- |
| A. F. C. Ajax    | Países Bajos | 2011-2016 |
| F. C. Copenhague | Dinamarca    | 2016-2025 |

## Palmarés

### Títulos nacionales
| Título                        | Club             | País         | Año     |
| ----------------------------- | ---------------- | ------------ | ------- |
| Eredivisie                    | A. F. C. Ajax    | Países Bajos | 2010-11 |
| Eredivisie                    | A. F. C. Ajax    | Países Bajos | 2011-12 |
| Eredivisie                    | A. F. C. Ajax    | Países Bajos | 2012-13 |
| Supercopa de los Países Bajos | A. F. C. Ajax    | Países Bajos | 2013    |
| Eredivisie                    | A. F. C. Ajax    | Países Bajos | 2013-14 |
| Superliga de Dinamarca        | F. C. Copenhague | Dinamarca    | 2016-17 |
| Copa de Dinamarca             | F. C. Copenhague | Dinamarca    | 2016-17 |
| Superliga de Dinamarca        | F. C. Copenhague | Dinamarca    | 2018-19 |
| Superliga de Dinamarca        | F. C. Copenhague | Dinamarca    | 2021-22 |
| Copa de Dinamarca             | F. C. Copenhague | Dinamarca    | 2022-23 |
| Superliga de Dinamarca        | F. C. Copenhague | Dinamarca    | 2022-23 |
| Superliga de Dinamarca        | F. C. Copenhague | Dinamarca    | 2024-25 |
| Copa de Dinamarca             | F. C. Copenhague | Dinamarca    | 2024-25 |